# Chermesz
Chermesz (hebr. חרמש) – osiedle żydowskie położona w Samorządzie Regionu Szomeron, w Dystrykcie Judei i Samarii, w Izraelu.

## Położenie
Leży w północno-zachodniej części Samarii, w otoczeniu terytoriów Autonomii Palestyńskiej.

## Historia
Osada została założona w 1984.